# Questina monoossigenasi
La questina monoossigenasi è un enzima appartenente alla classe delle ossidoreduttasi, che catalizza la seguente reazione:
questina + NADPH + H+ + O2 ⇄ dimetilsulocrina + NADP+ + H2O
L'enzima taglia l'anello di antrachinone della questina per generare un benzofenone. Coinvolto nella biosintesi della seco-anthrachinone (+)-geodina.